# Krasnobród
Krasnobród è un comune urbano-rurale polacco del distretto di Zamość, nel voivodato di Lublino.
Ricopre una superficie di 124,85 km² e nel 2004 contava 7 300 abitanti.